# .ug
.ug為烏干達國家及地區頂級域（ccTLD）的域名。該域名於1995 年 3 月 8 日啟用。該域名註冊沒有限制，任何人都可以註冊.ug的二級域名以及三級域名。

## 外部連結
- IANA .ug whois information（页面存档备份，存于）